# Der größte Gauner des Jahrhunderts
Der größte Gauner des Jahrhunderts ist ein deutscher Stummfilm aus dem Jahre 1927 von Max Obal mit Luciano Albertini in der Haupt- und Hans Albers in der Titelrolle. Die Romanvorlage Jimmy, der Schwerverbrecher dazu schrieb Ludwig von Wohl.

## Handlung
Gino Gadari ist der Inbegriff eines Sport- und Lebemanns, der stets auf der Suche nach neuen Abenteuern ist. Eines Tages lernt er auf recht ungewöhnliche Weise die junge Liane Serano kennen, die gerade ihren Onkel, den Bankier Alberto Dorna, besucht. Dorna ist unlängst in die Fänge eines international agierenden Falschspielers und Hochstaplers geraten, der ihm bereits einen Großteil seines Vermögens abgeknöpft hat. Gino hat nun sein Abenteuer gefunden: Er will, weil ihm die bislang eher spröde Liane sehr gut gefällt und er ihr Herz erobern möchte, ihrem Onkel dabei helfen, diesem Superganoven das Handwerk zu legen. Und so verschafft er sich erst einmal Zugang zu demjenigen Casino, in dem Dorna hereingelegt wurde. Dort lernt er diesen größten Gauner des Jahrhunderts namens Aristide Trasymopolus kennen. Der ist aalglatt und verlangt von Bankier Dorno, dass dieser zur Begleichung seiner restlichen Spielschulden seine gesamte Villeneinrichtung verpfänden solle. Um dies zu verhindern, ruft Gino einige seiner Clubkameraden an, die ihm dabei helfen sollen, noch vor Mitternacht das Mobiliar aus der Bankiers-Villa abzutransportieren und auszulagern, ehe der schmierige Trasymopolus seine Finger danach ausstrecken kann.
Obwohl Gino seiner Angebeteten Liane die Umstände seiner Tat erklärt, hält man ihn plötzlich für einen Einbrecher und Mobiliar-Dieb und hetzt dem Bonvivant die Polizei auf den Hals. En passant „entführt“ Gino kurzfristig Liane, um ihr all seine Beweggründe von Angesicht zu Angesicht zu erklären. Gino muss danach vor der Polizei flüchten, gerät aber schließlich doch noch in die Hände der Staatsmacht. Ihm gelingt es jedoch, sich selbst zu befreien. Dann macht er sich auf die Suche nach Liane, die in der Zwischenzeit spurlos verschwunden ist. Sie ist in die Hände von Trasymopolus geraten, der sich, da ihm das Villen-Inventar durch die Lappen gegangen ist, nun an Liane hält und diese an einen Mädchenhändlerring verscherbeln möchte. Liane soll mit dem nächsten Schiff außer Landes gebracht werden. Gino muss nun schnellstmöglich eingreifen, und mit einigen seiner Freunde stürmt er in den Hafen, betritt das Schiff und kann Liane aus den Fängen der Verbrecher befreien. Das Mädchen musste zuvor einen Scheck auf Trasymopolus ausstellen, der ihr gesamtes Erbschaftsvermögen umfasst. Trasymopolus und seine Helfershelfer werden der Polizei überstellt, und zum guten Abschluss dieses Abenteuers kann sich Gino Gadari sogar der Zuneigung der geretteten jungen Dame sicher sein.

## Produktionsnotizen
Der größte Gauner des Jahrhunderts entstand im Mai und Juni 1927 in Staaken und passierte die Filmzensur am 22. August 1927. Der Film maß eine Länge von 2459 Metern, verteilt auf sechs Akte. Der Film wurde für die Jugend freigegeben. Die Uraufführung erfolgte am 16. März 1928 als Eröffnungsprogramm des Berliner Primus-Palasts, am Hermannplatz erbautes Großkino mit 2100 Plätzen.
Jacques Rotmil schuf die Filmbauten, Walter Tost übernahm die Aufnahmeleitung.